# フットプリント・センター
PHXアリーナ（Footprint Center）はアメリカ合衆国・アリゾナ州フェニックスにある多目的競技場。

## 概要
1992年にアメリカ・ウエスト・アリーナとしてこけら落し。命名権を取得していたアメリカウエスト航空がUSエアウェイズを合併した際に社名を変更したことにより、2006年1月にUSエアウェイズ・センターに改称された。USエアウェイズは後にアメリカン航空との吸収合併により消滅し、2014年12月、同州スコッツデールにあるリゾートトーキング・スティック・リゾートが新たに命名権を取得し、2015年夏にトーキング・スティック・リゾート・アリーナに改名した。
2020年11月6日、トーキング・スティック・リゾートとのネーミングライツ契約の失効が発表され、その後はフェニックス・サンズ・アリーナの名称が使用されている。
2021年7月16日、アリゾナ州ギルバートを拠点とする材料科学会社Footprintがアリーナの命名権を取得し、サンズとの長期的なパートナーシップの一環としてフットプリント・センターに改名した。
2025年2月18日、アリーナは新たな命名権パートナーを探し、フットプリント・センターという名称ではなくなることが発表された。新たな命名権パートナーが見つかるまでは一時的にPHX・アリーナと呼ばれるが、フットプリントはサンズとマーキュリーの持続可能性パートナーであり続ける。これに先立ち、契約期限切れの知らせを受けた作業員がフットプリント・センターの看板を撤去しているのが目撃されている。
NBAのフェニックス・サンズ、WNBAのフェニックス・マーキュリーの本拠地としても使用され、NBAオールスターゲームでは1995年に、またWWEのサマースラムが2003年に開催された。